# Krabbersplaat
Krabbersplaat is een buitendijks gelegen bedrijventerrein in de Nederlandse plaats Enkhuizen. Het terrein ligt aan het Markermeer, net ten zuiden van de Krabbersgatsluizen. Vanwege de buitendijkse ligging bevindt zich op het terrein ook veel watergebonden bedrijvigheid, zoals scheepswerven voor motor- en zeiljachten en bedrijven die gebruikmaken van de mogelijkheid schepen direct te laden en te lossen.
Begin jaren 80 werd door toenmalig minister van milieu Pieter Winsemius de mogelijkheid geopperd tijdelijk radioactief afval op te slaan op het terrein. Het ging daarbij om afval dat niet langer in zee mocht worden gestort.